# Jan Baptist Verrijt
Jan Baptist Verrijt, né à Oirschot vers 1600 et enterré à Rotterdam le 29 août 1650, est un organiste et compositeur néerlandais.

## Biographie
On sait que Verrijt fut, dès les premières années de sa carrière, organiste à Weert et, peut-être, aussi à Oirschot.  En 1636, il obtint le poste d'organiste et de musicien de la ville de Louvain et, en 1639, il devint organiste de l'église Saint-Jean à Bois-le-Duc.  Il y fut nommé carillonneur et étudia à cet effet, en 1642, un mois chez Jacob van Eyck à Utrecht. Finalement, en 1644, il échangea ces postes pour celui d'organiste de la ville de Rotterdam.  De l'appréciation de Van Eyck pour ce compositeur témoigne l'intitulé de l'une de ses séries de variations pour flûte, l'Allemande Verrijt, publiée dans Der Fluyten Lusthof à Amsterdam en 1646.

## Œuvres
Ses premières compositions, publiées dans deux recueils perdus, furent des canzonettes italiennes à trois et quatre voix.  Un troisième recueil, Concentus Harmonici, contient une collection variée de danses instrumentales pour cinq instruments à vent : de cet ouvrage, publié à Anvers en 1638, aucun exemplaire n'a été retrouvé.
Flammæ divinæ, son opus 5, publié à Anvers en 1649 par les héritières de Pierre Phalèse, est le seul recueil qui nous soit parvenu.  Le recueil contient dix-huit motets et deux messes à deux et trois voix et basse continue.  Ces pièces furent écrites dans le style concertant italien pour voix seules et basse continue prévalant à l'époque et ont un impact très polyphonique.  Les textes sont d'orientation clairement catholique.

## Discographie
- Jan Baptist Verrijt, Flammæ divinæ, opus 5, Consort of Musicke, sous la direction d'Anthony Rooley, NM Classics 92076.